# Sandwich
 Denne artikel omhandler madretten. Opslagsordet har også en anden betydning, se Sandwich (flertydig).
En sandwich er to stykker hvedebrød med pålæg imellem.
Sandwiches kan let pakkes og transporteres. Sandwiches kan spises i mange kropspositioner; fx liggende, siddende, stående - og endda gående. Sandwiches spises typisk uden bestik. Sandwiches er fastfood.
En burger eller hamburger kan også kaldes en bøfsandwich.

## Historisk
Navngivet efter, men sandsynligvis ikke opfundet af John Montagu (1718-1792), 4. jarl af Sandwich i det 18. århundrede. Jarlen var begejstret for denne anretning, som tillod ham at spille kort, mens han spiste.

## Billeder
- Sandwich med bacon, løg, tomat og kapers
- En club sandwich i to lag mellem tre stykker brød
- En dansk club sandwich med karrydressing
- To toastede sandwiches

## Andre betydninger
Ordet "sandwich" anvendes i dag også om materialer, som er delt i to, tre eller flere lag, fx om geologiske strukturer og om materialer i byggebranchen som krydsfinér.